# Telamonia virgata
Telamonia virgata là một loài nhện trong họ Salticidae.
Loài này thuộc chi Telamonia. Telamonia virgata được Eugène Simon miêu tả năm 1903.